# سكليروستين
السكليروستين ( الإنجليزية: Sclerostin) هو بروتين يتم ترميزه في البشر بواسطة الجين SOST. وهو جليكوبروتين مُفرز له مجال شبيه بعقدة السيستين الطرفية (CTCK) وتشابه في التسلسل مع   DAN، الأنزيم المضاد لبروتين تكوين العظام (BMP). يتم إنتاج السكليروستين في المقام الأول بواسطة الخلايا العظمية ولكنه يُعبر عنه أيضًا في أنسجة أخرى، وله تأثيرات مضادة للإبتناء على تكوين العظام.

## البنية

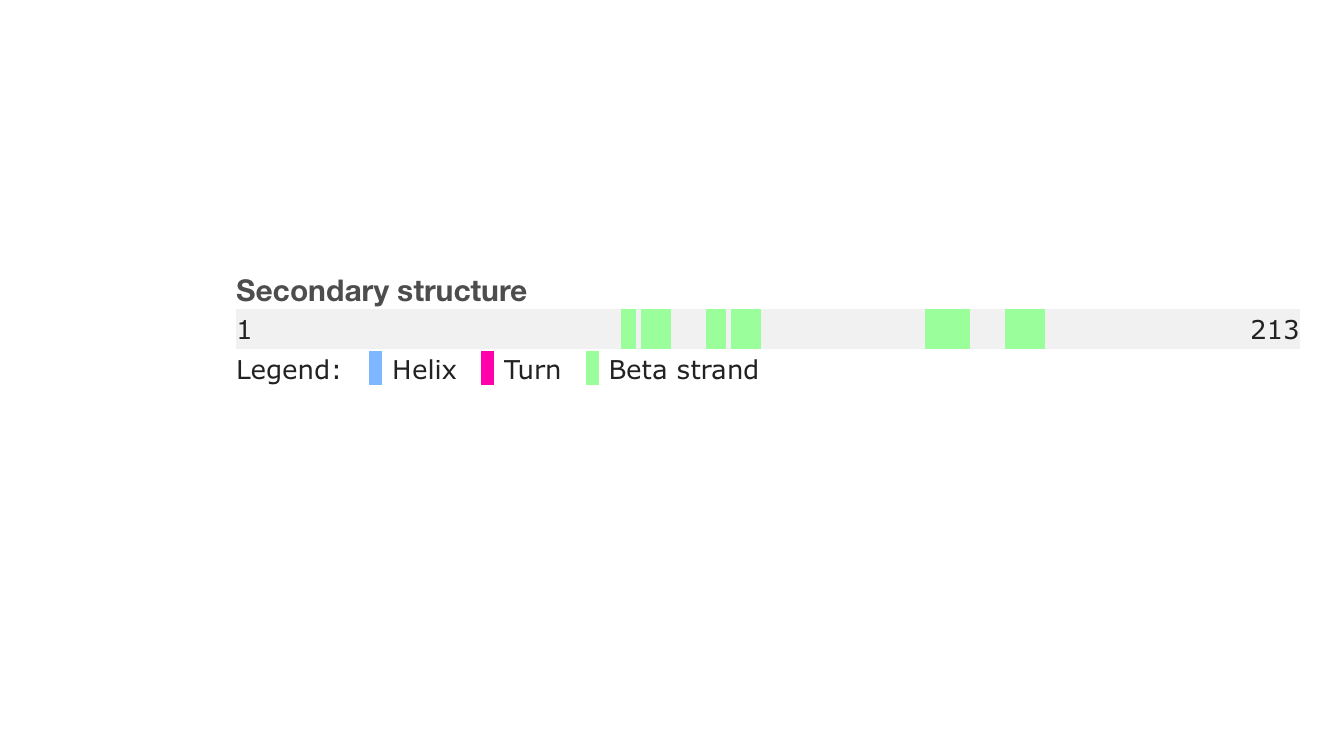
التركيب الثانوي للسكليروستين

بروتين السكليروستين، الذي يبلغ طوله 213 وحدة حمض أميني، يحتوي على بنية ثانوية تم تحديدها بواسطة الرنين النووي المغناطيسي للبروتين لتكون 28% من صفائح بيتا (6 خيوط؛ 32 وحدة حمض أميني).

## الوظيفة

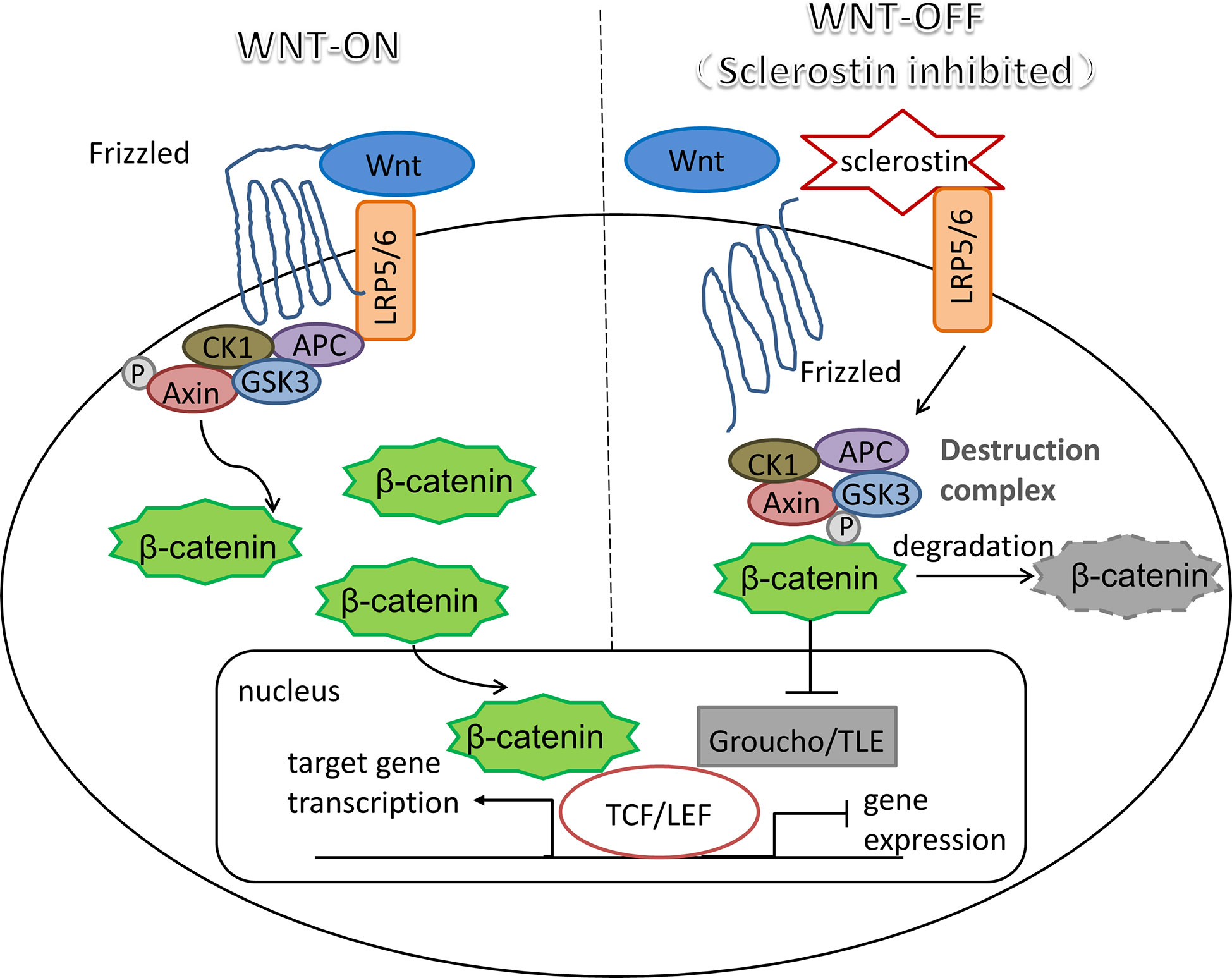
سكليروستين. مثبط لمسار إشارات Wnt التقليدي.

كان يُعتقد في الأصل أن السكليروستين، وهو نتاج جين SOST، الموجود على الكروموسوم 17q12-q21 في البشر،هو مضاد غير كلاسيكي لبروتين تكوين العظام (BMP).وفي الآونة الأخيرة، تم تحديد البروتين على أنه يرتبط بمستقبلات LRP5/6 ويمنع مسار إشارات بروتين دبيلو.إن.تي(Wnt) الذي  يؤدي تثبيط مساره إلى انخفاض تكوين العظام.
على الرغم من أن الآليات الأساسية غير واضحة، يُعتقد أن معارضة تكوين العظام الناجم عن بروتين تشكل العظام بواسطة السكليروستين يتم بوساطة إشارات بروتين دبيلو.إن.تي و ليس مسارات إشارات بروتين تشكل العظام. يتم التعبير عن السكليروستين في الخلايا العظمية وبعض الخلايا الغضروفية وهو يثبط تكوين العظام بواسطة الخلايا العظمية.
يتم تثبيط إنتاج السكليروستين بواسطة الخلايا العظمية عن طريق هرمون الغدة جار الدرقية، والتحميل الميكانيكي،والإستروجين والسيتوكينات بما في ذلك البروستاجلاندين E2، والأونكوستاتين M، والكارديوتروفين-1 وعامل تثبيط سرطان الدم. ويزداد إنتاج السكليروستين بواسطة الكالسيتونين. وبالتالي، يتم تنظيم نشاط الخلايا العظمية ذاتيًا عن طريق نظام ردود الفعل السلبية.

## الأهمية السريرية

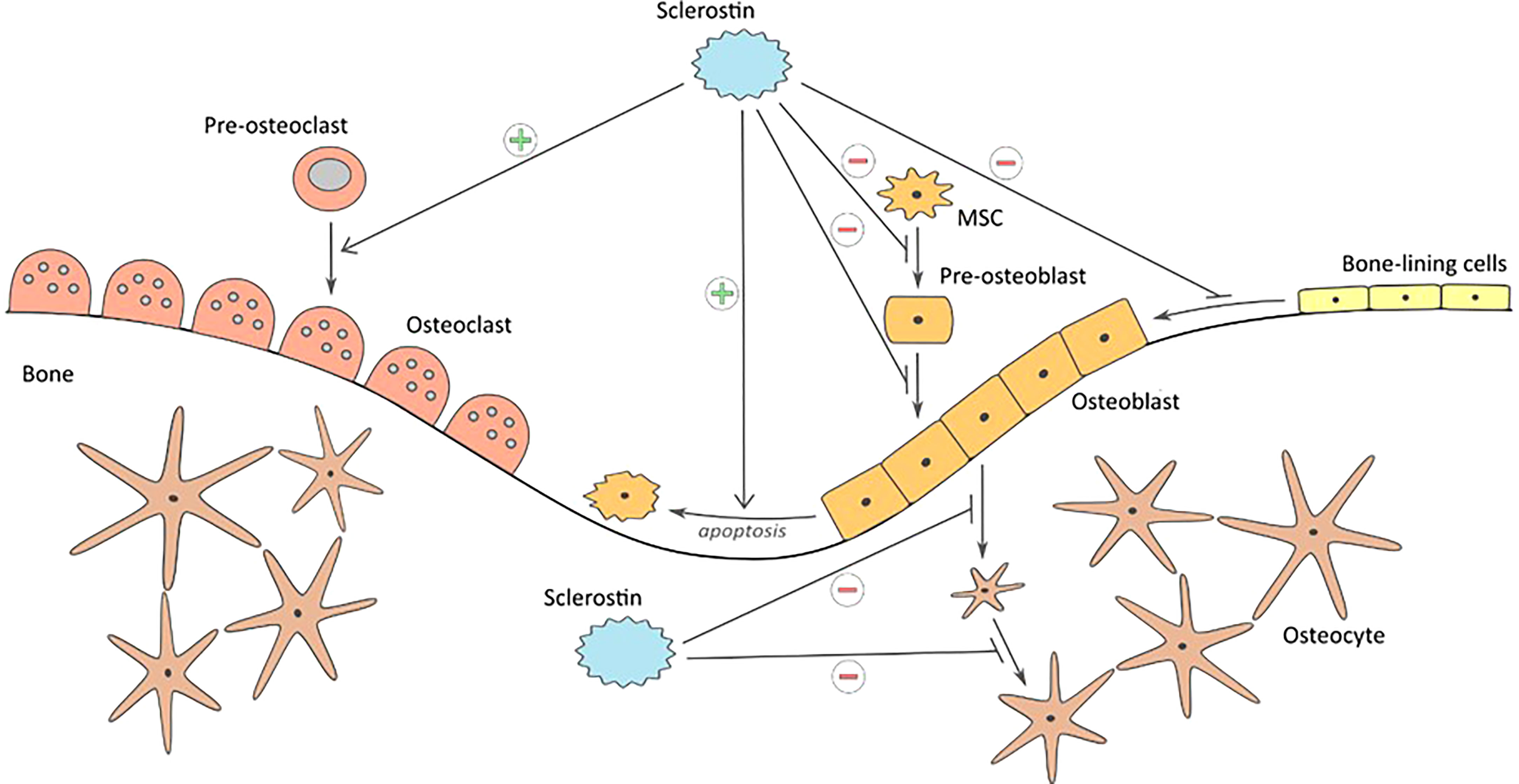
تأثير السكليروستين على تشكل العظام و الامتصاص

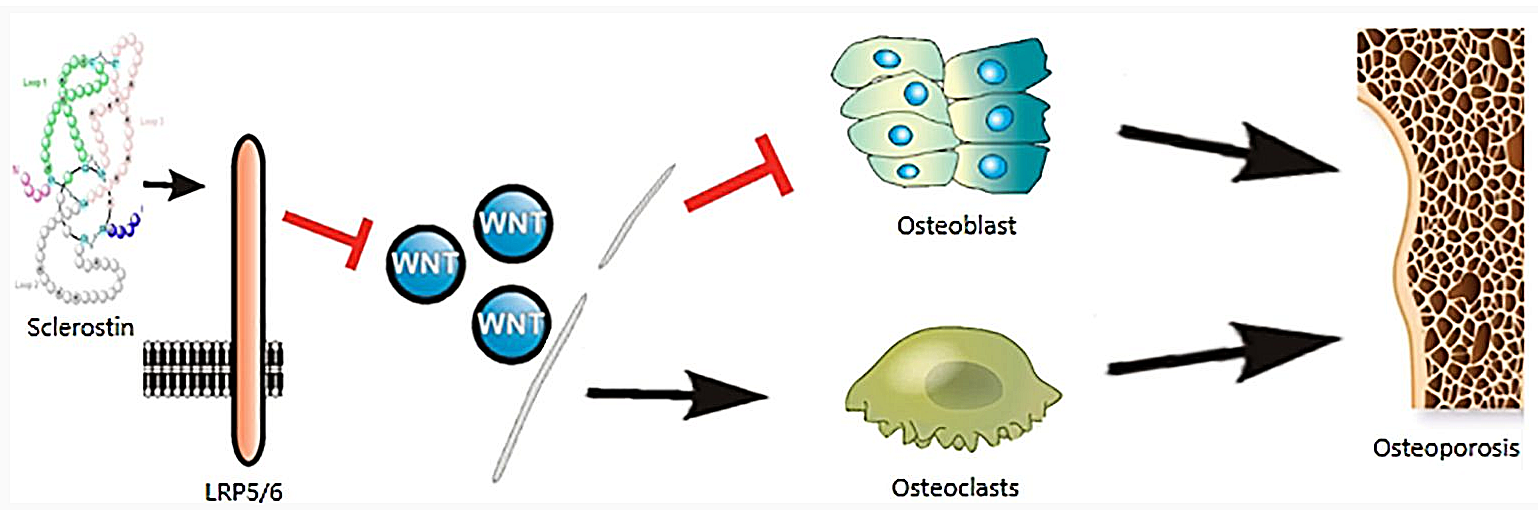
تشارك السكليروستين في آلية هشاشة العظام

ترتبط الطفرات في الجين الذي يشفر بروتين السكليروستين بالاضطرابات المرتبطة بارتفاع كتلة العظام والتصلب العظمي ومرض فان بوخيم.
مرض فان بوخيم هو مرض هيكلي جسمي  يتميز بفرط نمو العظام. وُصف لأول مرة في عام 1955 باسم "فرط تنسج القشرة المخية العامة المألوفة"، ولكن أُطلق عليه الإسم الحالي في عام 1968.
تشمل الأعراض العامة للمرض على؛  تكوين العظام المفرط و الأكثر بروزًا في الجمجمة والفك السفلي والترقوة والأضلاع و طول ساق العظام، وتستمر أعراض الحالة طوال الحياة. إنها حالة نادرة جدًا مع حوالي 30 حالة معروفة في عام 2002. في عام 1967، وصف فان بوخيم المرض في 15 مريضًا من أصل هولندي.
يمكن التمييز بين مرض التصلب العظمي ومرض فان بوخيم،  بأن مرضى الأخير غالبًا ما يكونون أطول ولديهم تشوهات في اليد.  في أواخر التسعينيات، حدد العلماء  وجامعة كيب تاون أن "طفرة واحدة" في الجين كانت مسؤولة عن هذا الاضطراب.